# Quai des Grands-Augustins
Le quai des Grands-Augustins est un quai situé le long de la Seine, à Paris, sur la rive gauche, dans le 6e arrondissement, entre le pont Saint-Michel et le pont Neuf.

## Situation et accès
Le quai des Grands-Augustins est accessible par la ligne 4 du métro à la station Saint-Michel et par les lignes de RER B et C à la gare Saint-Michel - Notre-Dame.

## Origine du nom

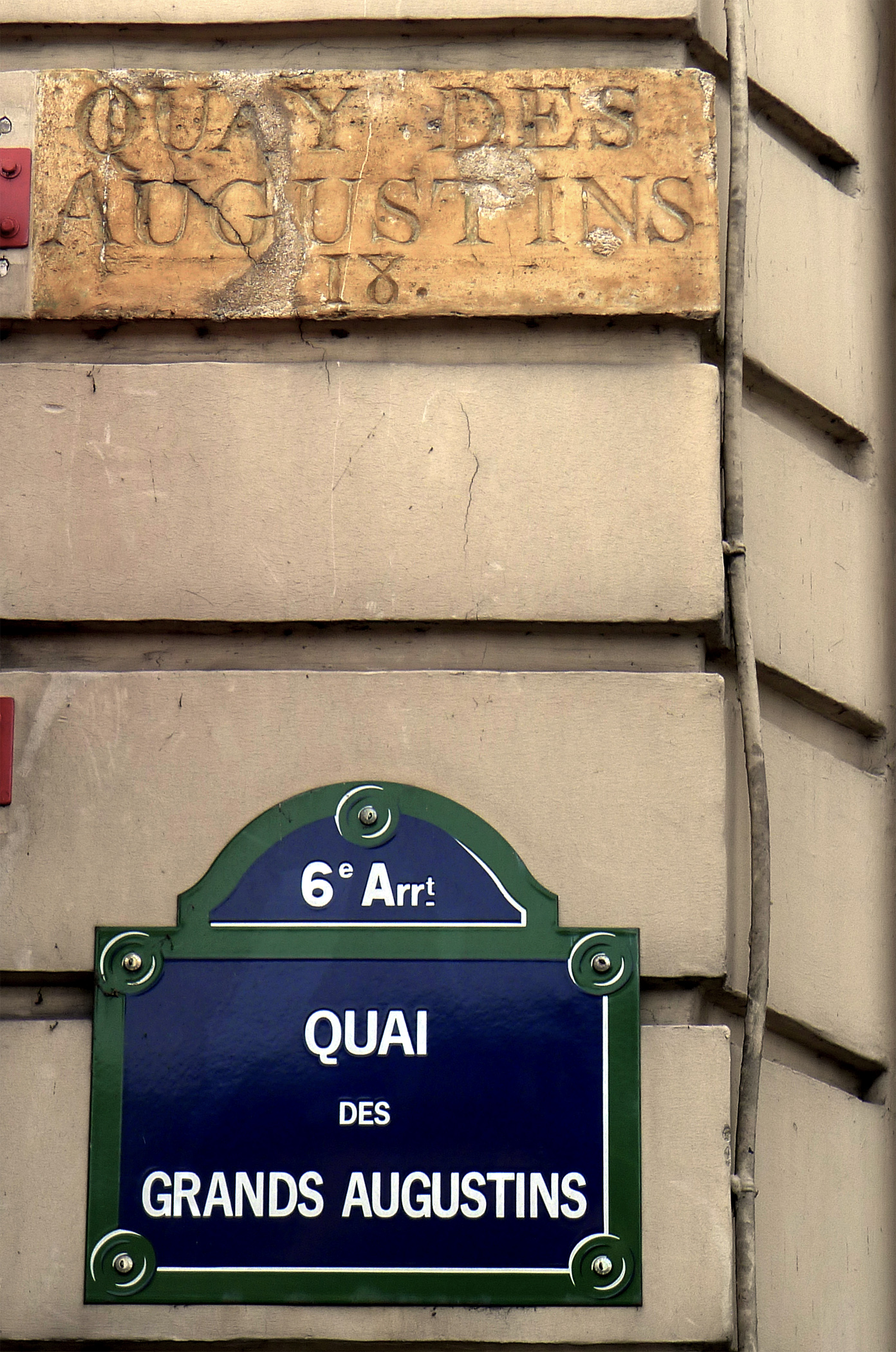
L'ancien nom gravé, « quay des Augustins », et la plaque actuelle.

Ce quai doit son nom aux religieux augustins, qui y étaient établis de la rue des Grands-Augustins jusqu'au-delà de la rue Dauphine, de 1293 à la Révolution.

## Historique
Avant le règne de Philippe le Bel, ce n'était qu'un terrain planté de saules qui servait de promenade aux habitants du voisinage.
Les inondations en rendaient l'accès difficile et ruinaient les maisons riveraines. Ces inconvénients devinrent si grands, que Philippe le Bel ordonna par lettres du 9 juin 1291 [réf. nécessaire], au prévôt des marchands, d'y faire construire un quai. Dans une autre lettre du 20 mai de l'année suivante, le roi reproche au magistrat sa lenteur à exécuter les ordres qu'il lui a donnés. Ce quai ne fut achevé que vers l'année 1389 ; on le nomma alors « rue de Seine par où l'on va aux Augustins », ensuite « rue du Pont-Neuf qui va aux Augustins » en référence au pont Saint-Michel qui se nommait alors « le Pont-Neuf »[réf. nécessaire].
Elle est citée sous le nom de « rue du quay des Augustins » dans un manuscrit de 1636.
En 1806, le côté droit de la rue du Hurepoix, qui s'étendait autrefois de la place du Pont-Saint-Michel (au débouché du pont Saint-Michel) à la rue Gît-le-Cœur est démoli en 1806 et la rue est alors rattachée au quai des Grands-Augustins. Le côté gauche (numéros impairs) de la rue du Hurepoix n'ayant pas été détruit, cette section du quai reste moins large.
L'aménagement de la place Saint-Michel entraîne la destruction des immeubles entre les nos 1 et 9.

## Bâtiments remarquables et lieux de mémoire
- Le journaliste, philosophe et homme politique Pierre Leroux, y vit le jour le 7 avril 1797, dans un estaminet tenu par ses parents. On lui attribue la paternité du mot « socialisme »[réf. nécessaire].
- No 11 : le 1er octobre 1812 fut breveté le libraire Jean-Baptiste Ferra qui demeurait en ce lieu. Il fut condamné en 1815, vraisemblablement pour bonapartisme[réf. nécessaire].
- No 15 : le cabaret L'Écluse. Barbara y fit des débuts[3] et s'y produisirent, entre autres artistes, Robert Bouquillon[4], Jacques Brel, Raymond Devos, Léo Ferré, Marcel Marceau et Philippe Noiret[réf. nécessaire].
- No  17 : hôtel de Luynes, dans sa partie noble sur le quai. Jean Racine y demeura durant son adolescence vers 1656. En 1828 y vivait Pierre Roret, qui fut breveté libraire le 23 juillet de cette même année. Pour inexploitation, celui-ci lui fut retiré en 1862 et remis en 1866 à Joséphine Charlotte Goetschy, veuve de Ferdinand Sartorius. Pierre était parent de Nicolas Roret. La partie non noble du bâtiment donnait rue du Hurepoix dans laquelle on trouvait en 1693 le libraire-éditeur Jean-Baptiste Nego[5].
- No 21 : Jacques-Henri Bernardin de Saint-Pierre, l'auteur de Paul et Virginie, y demeure en 1786. En 1831 y réside George Sand[réf. nécessaire].
- No 25 : les parents d'Albert Marquet emménagent à cette adresse en 1905, l'artiste y aura son atelier où il peindra de nombreuses vues du quai. Dans cet immeuble vécut aussi Georges Fully, résistant, déporté à Dachau, médecin, homme de liberté et de justice, inspecteur général de l'administration pénitentiaire, assassiné au moyen d'un colis piégé dans son appartement le 20 juin 1973[6].
- No 35 : hôtel Feydeau de Montholon, hôtel particulier classé aux monuments historiques[7].
- No 51 : le restaurant Lapérouse, à l'angle du quai et de la rue des Grands-Augustins.
- No 53 à 53 ter : le Marché de la Vallée y était établi de 1809 à 1867 après la démolition du couvent des Grands-Augustins en 1797.
- No 53 ter : une des entrées d'un dépôt de la Compagnie générale des omnibus après la suppression du Marché de la Vallée, siège de la RATP de 1966 à 1996, actuellement résidence hôtelière « Les Citadines »[8].
- No 55 :
  - en 1839 se trouvait à cette adresse l'imprimerie de Ducessois[réf. nécessaire].
  - de 1861 à 1920, ce fut le siège de L'Ouvrier, journal hebdomadaire illustré, paraissant tous les samedis (biographies, causeries, littérature, romans et nouvelles, sciences, etc.). En 1920, après 59 années d'existence, en raison des évolutions politico-sociales associées à son titre, il prit le nom de Fils de France.
  - l'écrivain Colette y vit avec son mari Henry Gauthier-Villars entre mai et juin 1893 (les éditions homonymes se trouvent également à cette adresse). En 1936, elle critiquera son logement de l'époque, parlant d'un « appartement impudique, agencé pour la commodité et la négligence d’un célibataire dissolu »[9].
- No 59 : le graveur Auguste II Blanchard (1792-1849) y vécut[réf. nécessaire].
- À l'angle de la rue Pavée et du quai des Augustins, se trouvait, en 1788, la boutique du libraire Froullé[réf. nécessaire].

### Sites non localisés
- Libraire-imprimeur Gandouin en 1743[10].
- Libraire-imprimeur Rollin fils en 1743[10].
- Librairie à L'Image Saint-Louis en 1720, tenue par la veuve du libraire-imprimeur Pierre Ribou (1654-1719)[11].
- Libraire-imprimeur Jean-Baptiste-Claude Bauche (fils) (1712-1777) à : L'Image Sainte-Geneviève en 1751[12],[13].

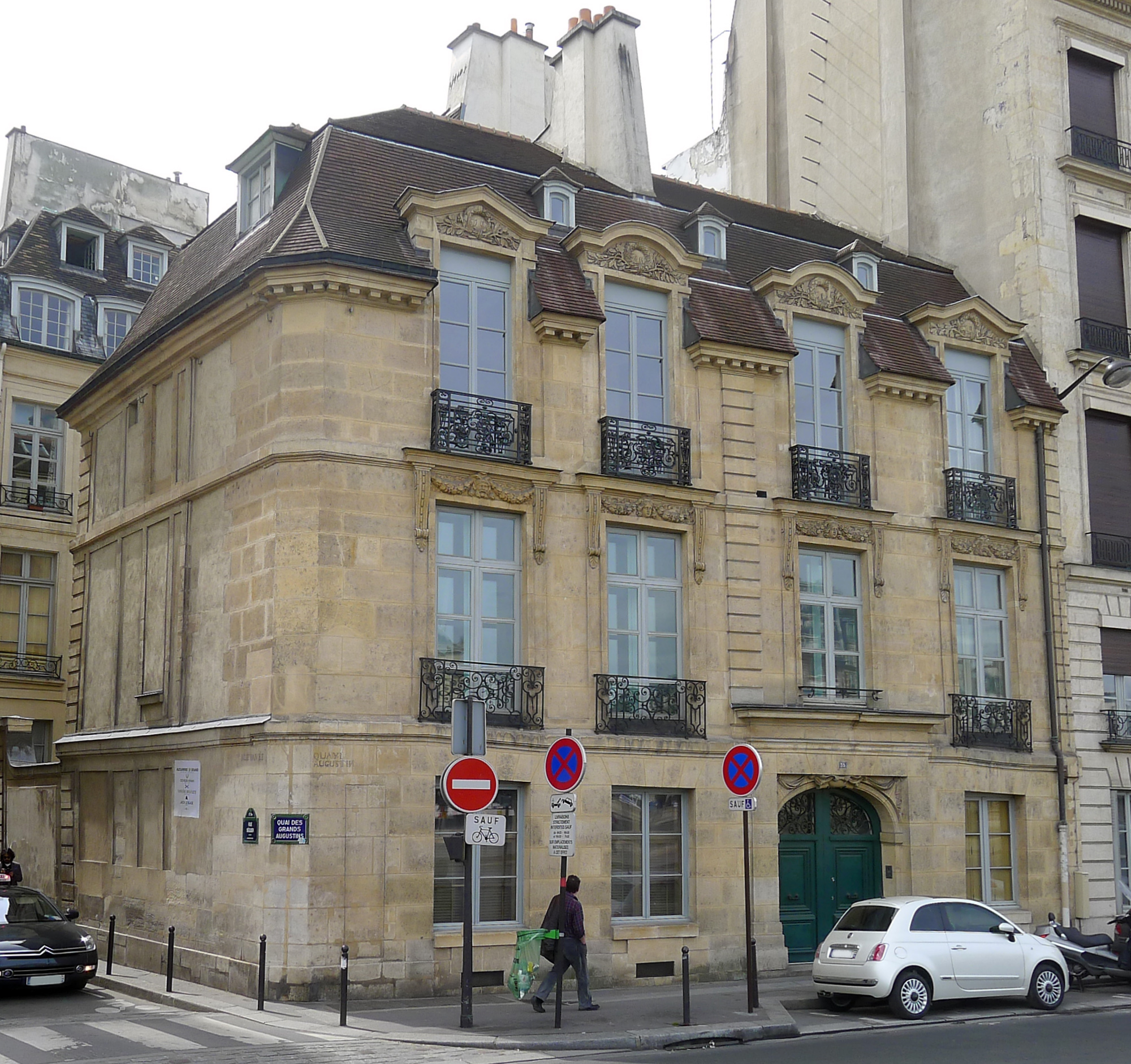
L'hôtel Feydeau de Montholon vu depuis le quai des Grands-Augustins.
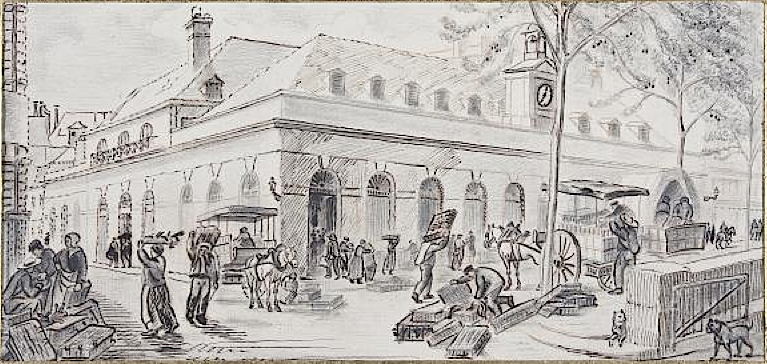
Alphonse Trimolet : Le Marché de la Vallée, dessin, juin 1867, musée Carnavalet.
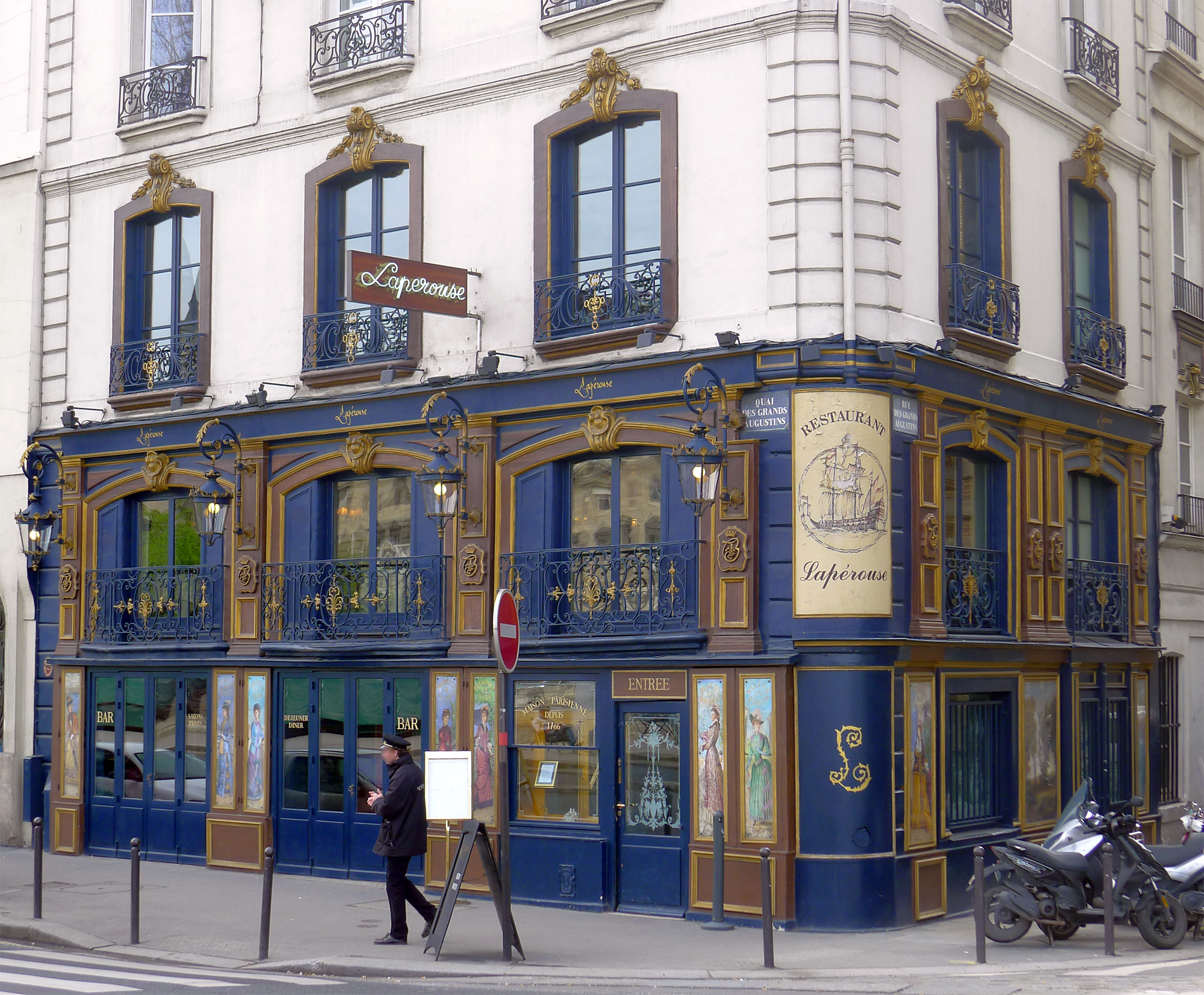
Le restaurant Lapérouse : ses arcades, restes de l'ancien marché de la Vallée (détruit).
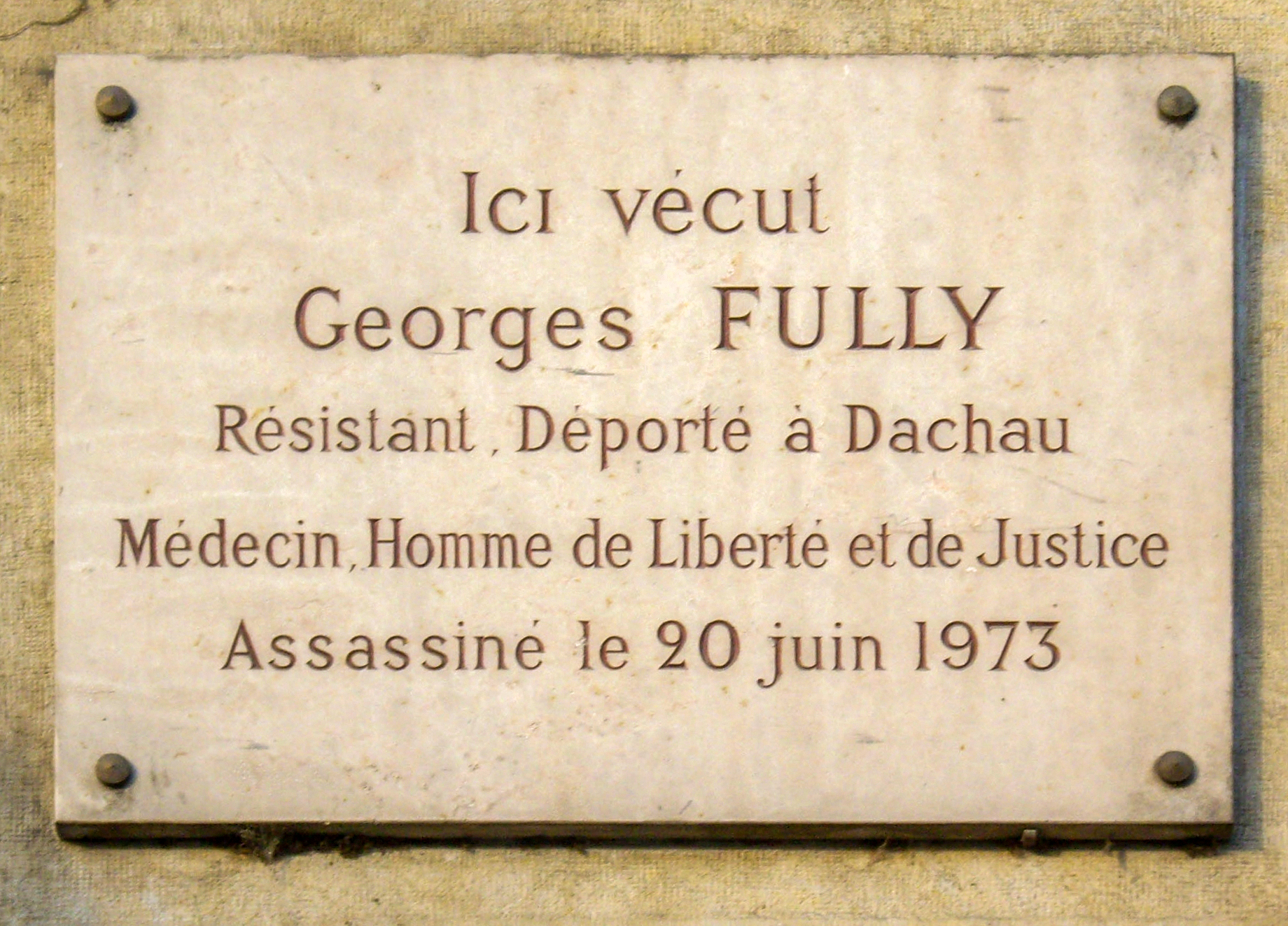
Plaque au no 25.
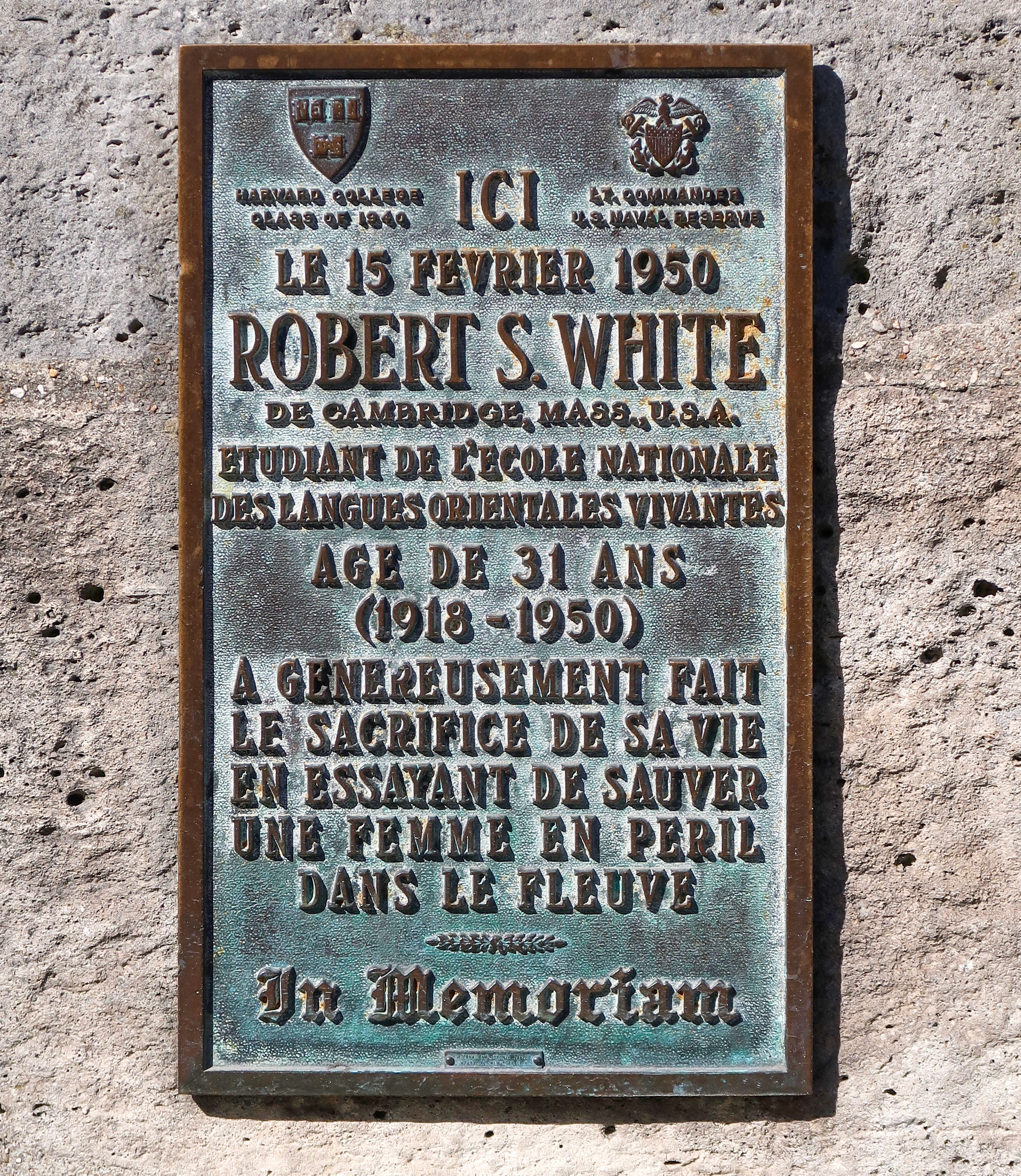
Plaque à l'angle avec la place Saint-Michel.